# Коваленко Олег Ігорович
Олег Ігорович Коваленко (нар. 11 квітня 1988, Одеса УРСР) — український футболіст, півзахисник клубу «Реал Фарма».

## Кар'єра гравця
У ДЮФЛ виступав за одеський «Чорноморець», нікопольський «Обрій» та дніпропетровський УФК. Професійну кар'єру розпочав у харківському «Геліосі». У команді дебютував 21 липня 2006 року в матчі проти івано-франківського «Спартака» (0:2). Усього за «Геліос» провів 18 матчів і забив 3 м'ячі. У 2007 році виїхав за кордон, де став гравцем молдовського «Зімбру», але не зігравши жодного офіційного поєдинку перейшов до естонського вищолігового «Пярну». 30 серпня 2008 року на 22-й хвилині у виїзному (1:2) поєдинку поєдинку Мейстерліги проти «Тарту». Навесні 2009 року повернувся в Україну у кременчуцький «Кремінь». Влітку 2009 року перейшов в овідіопольський «Дністер», підписав однорічний контракт.
У 2004 році провів 7 матчів і забив 2 м'ячі за юнацьку збірну України (U-17).

## Особисте життя
Його старший брат Денис також професійний футболіст. Він також як і брат виступав за «Дністер» і «Реал Фарму»